# Droga rdzeniowo-móżdżkowa tylna
Droga rdzeniowo-móżdżkowa tylna, droga rdzeniowo-móżdżkowa grzbietowa, droga Flechsiga, pęczek Flechsiga (łac. tractus spinocerebellaris posterior, tractus Flechsig) – droga nerwowa rdzenia kręgowego, odpowiedzialna za przewodzenie informacji proprioceptywnej z receptorów do móżdżku. Receptorami drogi rdzeniowo-móżdżkowej tylnej są głównie mięśnie i stawy, tym samym poddaje ona aparat ruchowy pod kontrolę móżdżku.
Droga rdzeniowo-móżdżkowa tylna rozpoczyna się w komórkach zwojów międzykręgowych korzeni tylnych nerwów rdzeniowych (pierwszy neuron). Włókna biegną do komórek jądra piersiowego tylnego (grzbietowego) tej samej strony i mają tam synapsę (drugi neuron). Droga biegnie dalej przez istotę szarą i białą rdzenia kręgowego w kierunku poziomym do obwodu sznura bocznego, jednocześnie zataczając łuk ku przodowi. Przy obwodzie sznura bocznego zagina się pod kątem prostym i uzyskuje przebieg pionowy. Po wejściu do mózgowia włókna drogi rdzeniowo-móżdżkowej tylnej biegną w bocznej części rdzenia przedłużonego i wchodzą do móżdżku przez konar dolny móżdżku. Część włókien prawdopodobnie przechodzi na stronę przeciwną w istocie białej robaka. Droga rdzeniowo-móżdżkowa tylna kończy się w korze płata przedniego i tylnego móżdżku oraz w jądrze kulkowatym i czopowatym.
Nazwa eponimiczna upamiętnia niemieckiego neurologa Paula Emila Flechsiga.